# Московське перемир'я
Московське перемир'я було підписано між Фінляндією та СРСР 19 вересня 1944, яке завершило радянсько-фінську війну 1941—1944. Офіційним заверешенням війни стала Паризька мирна угода, підписана обома сторонами у 1947 році.

## Умови припинення вогню
- Встановлення кордонів станом на 1940 рік із значними територіальними поступками на користь Радянського Союзу.
- Здача в оренду СРСР півострову Порккала біля Гельсінкі на 50 років (повернутий фінам у 1956 році).
- Право транзиту радянських військ через Фінляндію.
- Репарації у розмірі 300 млн доларів США, які мали бути погашені за 6 років товарами.
- Розрив будь-яких відносин із Німеччиною.
- Вивід німецьких військ з Фінляндії. (У випадку відмови німецького командування — інтернування.

Німецьке командування відмовилось покидати Фінляндію, що призвело до Лапландської війни.